# Kastelskirken

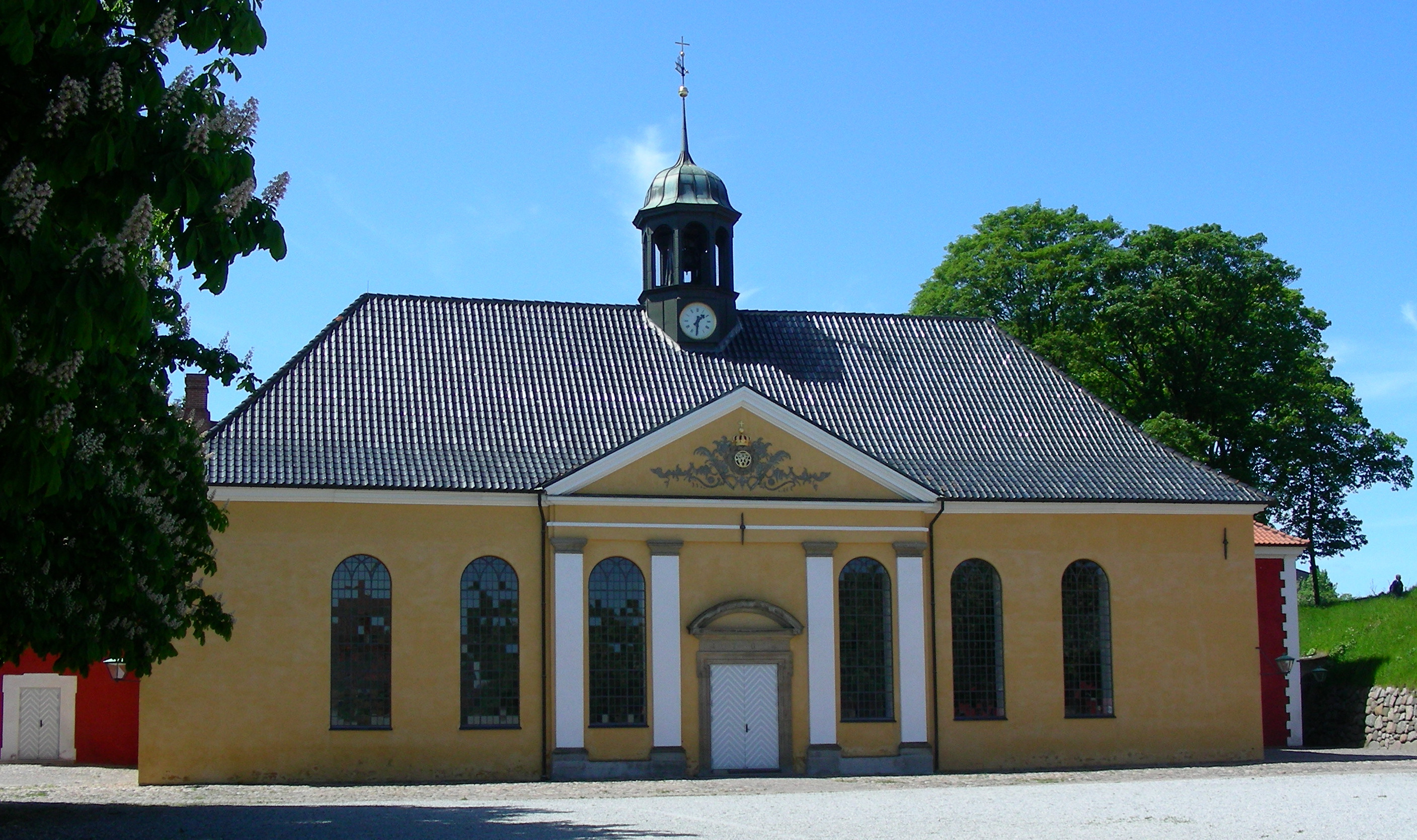
Kirche des Kastells von Kopenhagen

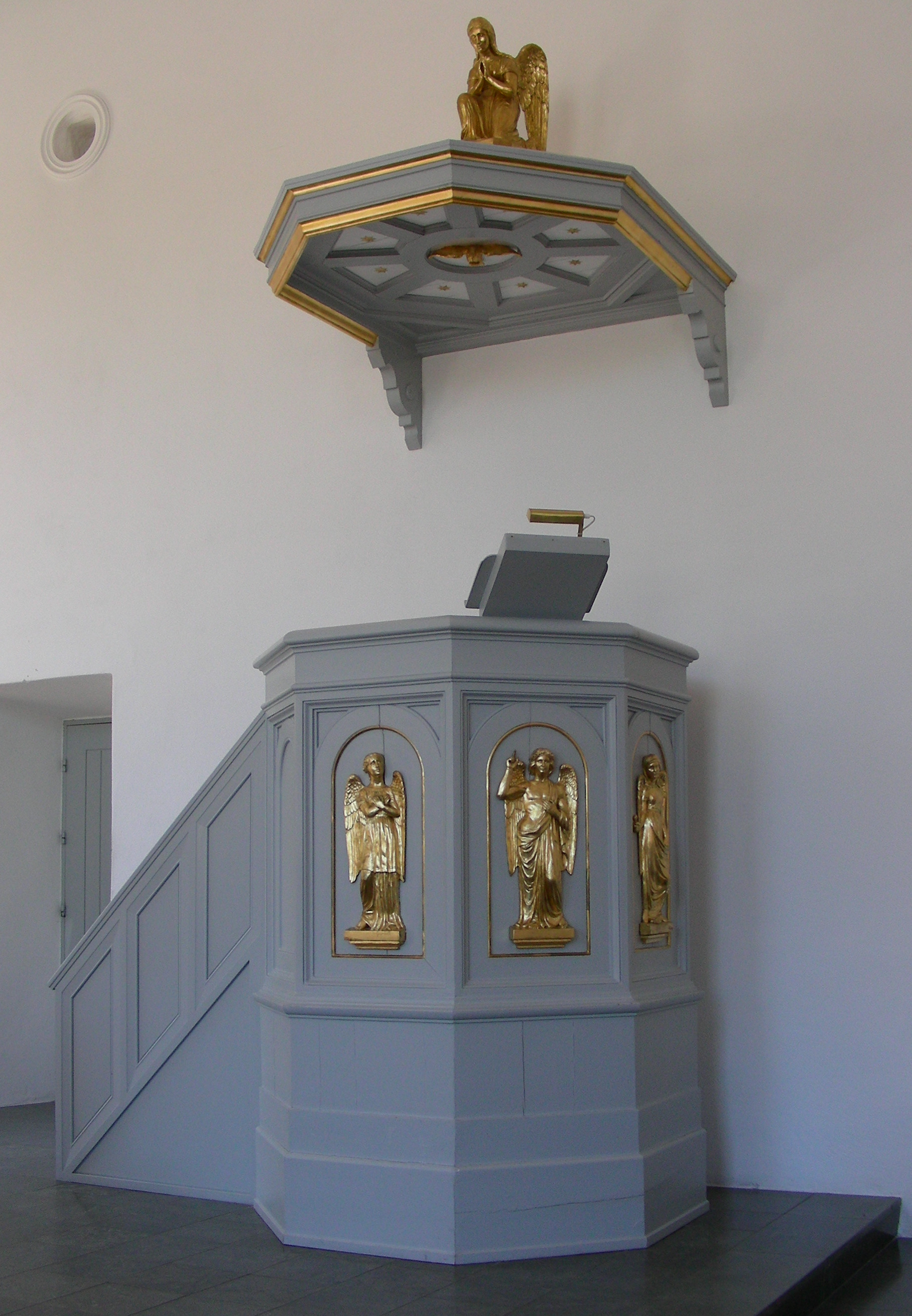
Kanzel

Die Kastelskirken (dt. Kirche des Kastells) ist die Kirche der Frederikshavn-Citadelle in Kopenhagen. Die 1703/04 errichtete Kirche gehört zur Kastellsgemeinde in der Holmens Provsti im Bistum Kopenhagen.
Die am 26. November 1704 geweihte Kirche war zunächst Kirche der Festung von Kopenhagen. Seit 1902 wird diese aber von den umliegenden Siedlungen als Gemeindekirche genutzt. Sie ist im barocken Stil errichtet, aber für diese Epoche außergewöhnlich schlicht gehalten. So sind vor allem im Inneren der Kirche kaum Ausschmückungen zu finden. Sie vermittelt durch ihre weiße Farbe und die vierzehn hohen Fenster einen hellen und freundlichen Eindruck.
Der barocke Stil ist dennoch am Altar deutlich ersichtlich. Er besteht aus drei Ölmalereien, die übereinander angebracht und durch vergoldete Ornamente eingerahmt sind. Er stammt genau wie die Kanzel noch aus der Ursprungszeit der Kirche. Die Fassade der Barockorgel ist noch erhalten, allerdings wurde die Orgel mehrfach erneuert. Die aktuelle Orgel wurde 1969 von der Orgelbauwerkstatt Andersen geliefert und hat 25 Register, verteilt auf zwei Manuale und Pedal.